# Marsens
Marsens é uma comuna da Suíça, no Cantão Friburgo, com cerca de 1.449 habitantes. Estende-se por uma área de 7,79 km², de densidade populacional de 186 hab/km². Confina com as seguintes comunas: Corbières, Echarlens, Grangettes, Hauteville, Le Châtelard, Pont-en-Ogoz, Riaz, Sâles, Sorens.
A língua oficial nesta comuna é o Francês.